# Catch!世界的头条新闻
《Catch!世界的頭條新聞》（キャッチ!世界のトップニュース）是一个国际新闻节目，于2016年4月4日至2023年3月31日在NHK BS1播出，于2023年4月4日開始在NHK综合频道播出。
本節目前身為2014年3月31日至2016年4月2日於NHK BS1播出的「Catch!世界的觀點」。

## 概述
為替代原本播出的「World Wave Morning」，作為早晨的國際新聞節目。
節目主旨為呈現日本國內報導的新聞在世界各國又是如何報導的，播出由各國電視台提供的新聞報導畫面，帶有同步日文口譯，並以雙語播出，播出來自全球19個國家和地區的24個電視台的最新新聞與主要新聞，並且NHK海外分局的駐外記者經驗的主播也會解說相關新聞內容，並且由證券分析師講解紐約證券交易所的股價和匯率。。
節目內容除主要新聞外，週一至週五還有特別報導「Catch! Insight」，與 NHK 海外分局記者於新聞現場直播的報導的「Life」，以及展示來自海外的獨特話題和有趣影片的「Weekend Box」，以及傳達紐約最新訊息的「@NYC」單元。
而節目資料廣播中的NHK資訊在線亦會顯示本節目播出的內容，並且以文字的方式傳達「國際報導2024」和「亞洲世界新聞（14:00）」的播出內容。。
2016年4月4日節目更名為『Catch!世界的頭條新聞』，特輯單元的名稱更名為「World EYES」，並更換了副解說員。
2019年4月1日更換節目標誌與主持人。節目暫停與週六播出「@NYC」單元移至週五播出，播出時間變更為8:00 - 8:49分，並且於11:00 - 11:49分重播。

### 從 BS 移至綜合頻道播出
因俄羅斯入侵烏克蘭的關係，於2022年3月1日自2023年3月31日為止，節目作為特別節目於綜合頻道於平日10:05分 - 10:54分，在NHK BS播出後播出，NHK+亦會進行同步直播與提供回看。
由於國際情勢變化且伴隨BS頻道於2023年12月1日進行重組與改版，自同年4月4日起節目轉移至綜合頻道播出，並將節目定位由原先的特別節目改為常規播出，而播出時間也縮短了10分鐘。
2024年3月30日，NHK BS週一、週六播出的《News World+Biz》播畢後，本節目的播出時長從同年4月2日起再次延長了10分鐘。。

## 播出時間
國定假日、年末年始與播出國會直播、日本高中棒球等的體育賽事直播會暫停播出。另外，當上午10時的『NHK新聞』延長播出時，節目會被延後或暫停播出。

### 綜合頻道
| 期間                         | 星期        | 播出時間      | 備註                             |
| ---------------------------- | ----------- | ------------- | -------------------------------- |
| 2022年3月1日 - 2023年3月31日 | 週一 - 週五 | 10:05 - 10:54 |                                  |
| 2023年4月4日 - 2024年3月29日 | 週一 - 週五 | 10:05 - 10:44 | 節目縮短播出10分鐘並固定播出時段 |
| 2024年4月2日 - （ 至今 ）    | 週一 - 週五 | 10:05 - 10:54 | 節目再次延長播出10分鐘           |

### BS1
| 期間                          | 星期        | 播出時間    | 備註                  |
| ----------------------------- | ----------- | ----------- | --------------------- |
| 2014年3月31日 - 2019年3月30日 | 週一 - 週四 | 7:00 - 7:49 | [ b ]                 |
| 2019年4月1日 - 2023年3月31日  | 週一 - 週五 | 8:00 - 8:49 | 會於11:00 - 11:49重播 |

## 提供新聞畫面的電視台
有時會因著作權限制的關係，畫面上會顯示「由於播放權的原因，影片無法播放」的靜止圖片。
- BBC （BBC六點新聞 / BBC十點新聞）
- F2 （Journal de 20 heures（法语：Journal de 20 heures (France 2)）
- ZDF （今天(德國)）
- ARD （今日新聞（德國））
- tve （Telediario）
- 俄羅斯電視台 （Вести (программа)[c]）
- ABC （Good Morning America / ABC World News）
- CNN （HLN）
- PBS （NewsHour（英语：PBS NewsHour））
- 彭博
- 旗手電視台
- ABC （The World（英语：The World(TV program)））
- CCTV （中國新聞、新聞聯播）
- 東方衛視 （东方新闻）
- ATV （亞視新聞 - 2016年2月）
- TVB （News At 7:30 2016年3月 -）
- KBS （KBS新聞廣場（朝鲜语：뉴스광장）／KBS九點新聞）
- 亞洲電視台 （Asia Tonight）
- 半島電視台
- NDTV （24x7）
- VTV （Thời sự）
- ABS-CBN （The World Tonight（英语：The World Tonight (Philippine TV program)））
- 第9頻道（MCOT NEWS）
- Metro TV（英语：MetroTV (Indonesia)）
- TRT
- 烏克蘭國家電視廣播公司（Національна суспільна телерадіокомпанія України）

## 主持

### 目前
- 2024年4月開始

主持由望月麻美與高橋彩、別府正一郎與中川栞搭檔，隔周分別輪流主持，但有時搭檔對象會因為播報員的現場採訪而有所互換或調整。

#### 主播報員
- 望月麻美（原NHK佐賀放送局新聞編輯、華盛頓分局特派員）
- 別府正一郎（日语：別府正一郎）（原約翰尼斯堡支局長。2023年1月 - ）

#### 副播報員
- 髙𣘺彩（日语：髙橋彩 (アナウンサー)）（自由播報員。原NHK新潟放送局契約主持人）
- 中川栞（日语：中川栞）（自由播報員）

#### 記者
來自節目前身『World Wave Morning』
- 麥可·麥卡蒂爾（日语：マイケル・マカティア）（影片製作人、@NYC主持人）

#### 評論員
- 藤原歸一（千葉大學特任教授。參與每月播出一次的「透過電影看到的世界」單元）

### 過去

#### 主播報員
- 高野洋（NHK 放送總局報導局國際部，海外總分局記者。2014年度）
- 野田順子（NHK 放送總局報導局國際部記者。2014年度）
- 香月隆之[17]（NHK 放送總局報導局國際部記者。2015年度、2016年度）
- 塩崎隆敏（日语：塩﨑隆敏）（NHK 放送總局報導局國際部記者。2017年度、2018年度）
- 山澤里奈（日语：山澤里奈）[17]（NHK 放送總局報導局國際部記者。2015年度 - 2018年度）
- 松田智樹[18]（NHK 放送總局報導局國際部記者，原香港分局長。2019年度 - 2020年7月22日）
- 西海奈穗子（日语：西海奈穂子）[18]（NHK 報導局國際部編輯。2019年度 - 2021年度）
- 小林雄（日语：小林雄 (ジャーナリスト)）（NHK 報道局國際部記者，原中東非洲新聞主編。2020年7月 - 2022年12月）

#### 副播報員
- 德住有香（日语：徳住有香）[17]（自由播報員。2014年度 - 2015年度）
- 佐野仁美（日语：佐野仁美）[17]（自由播報員。2014年度 - 2015年度）
- 藤田真奈美（日语：藤田真奈美）[18]（自由播報員。2016年度 - 2019年度）
- 丹野麻衣子（日语：丹野麻衣子）[18]（自由播報員。2016年度 - 2019年度）

#### 氣象播報員
- 本庄美奈子（週四、週五：2016年1月 - 2016年4月1日）
- 駒形陽子（週一 - 週三：2014年度 - 2016年度）
- 勝又幸惠（日语：勝又幸恵）（週四、週五：2014年度 - 2015年7月、2016年度）
- 吉井明子（日语：吉井明子）（平日：2017年、2018年度）

## 備註